# Понтиак (вождь)
Понтиак (Обвандияг; англ. Pontiac/Obwandiyag; ок. 1720 — 20 апреля 1769) — вождь индейского племени оттава из группы алгонкинов в Северной Америке.
В 1760-е годы возглавил подготовку восстания индейских племён против английских колонизаторов. К созданному Понтиаком союзу присоединились все индейские племена восточной части Северной Америки. 2 мая 1763 года индейцы под руководством Понтиака начали наступление на британские крепости и одержали ряд побед. После длительной осады Детройта Понтиак был вынужден в 1766 году заключить мир с англичанами и признать власть английского короля.
Был убит 20 апреля 1769 года в Иллинойсе индейцем Пеории. Его смерть вызвала ожесточённую междоусобную войну между индейскими племенами.
В честь Понтиака названы города в штатах Мичиган, Иллинойс, Индиана, а также в канадском Квебеке. Кроме того, имя Pontiac носила также марка легковых автомобилей компании General Motors, выпускавшаяся с 1926 по 2010 год.